# Nemaschema griseum
Nemaschema griseum är en skalbaggsart som beskrevs av Fauvel 1906. Nemaschema griseum ingår i släktet Nemaschema och familjen långhorningar. Inga underarter finns listade i Catalogue of Life.